# Nieuw-Zeelands kampioenschap veldrijden
Het Nieuw-Zeelandse kampioenschap veldrijden is een jaarlijks terugkerende veldrit, waarin wordt gestreden om de titel van kampioen van Nieuw-Zeeland. De eerste kampioenschappen werden in 2008 verreden. Ze kregen in 2012 en vanaf 2019 een officiële UCI-status.

## Historie
Nieuw-Zeeland heeft geen lange traditie in het veldrijden, al deden Mark Legg (man van Katie Compton) en mountainbiker (XCO, XCM) Kashi Leuchs mee aan de Wereldkampioenschappen veldrijden in respectievelijk 2002 en 2007. In dat laatste jaar organiseerde de Hamilton Mountainbike Club het eerste onofficiële nationale kampioenschap veldrijden, met veel publiciteit en maar 16 deelnemers.
De volgende editie van 2008 groeide flink. Er deden zo'n 50 veldrijders mee. Winnaar bij de heren was Garth Weinberg en bij de vrouwen Linnea Koons, die uit New England was overgekomen en lokale rijdster Michelle Hyland versloeg. Bij de start hadden de renners overigens geen voorwiel. Ze moesten eerst een eind naar hun voorwiel rennen, en het in de vork steken, voor ze het parkoers op konden fietsen. Verschillende deelnemers reden op een mountainbike.
De eerste officiële editie volgens UCI-regels werd verreden in 2012. De tweede in 2019, waarna de kampioenschappen jaarlijks plaatsvonden (met uitzondering van het Coronajaar 2020).

## Palmares

### Mannen Elite
| Seizoen   | Plaats       | Cat. | Winnaar                  | Tweede                   | Derde                    |
| --------- | ------------ | ---- | ------------------------ | ------------------------ | ------------------------ |
| 2023-2024 | Christchurch | NC   | Craig Oliver             | Coen Nicol               | Logan Horn               |
| 2022-2023 | Christchurch | NC   | Jacob Turner             | Adam Francis             | Sam Lindsay              |
| 2021-2022 | Lower Hutt   | NC   | Josh Burnett             | Samuel Shaw              | Brendon Sharratt         |
| 2020-2021 | Lower Hutt   | NC   | afgelast wegens COVID-19 | afgelast wegens COVID-19 | afgelast wegens COVID-19 |
| 2019-2020 | Christchurch | NC   | Brendon Sharratt         | Nick Miller              | Campbell Pithie          |
| 2018-2019 |              | -    |                          |                          |                          |
| 2017-2018 |              | -    | Henry Jaine              |                          |                          |
| 2016-2017 |              | -    | Brendon Sharrat          |                          |                          |
| 2015-2016 |              | -    | Tristan Rawlence         |                          |                          |
| 2014-2015 |              | -    | Brendon Sharrat          |                          |                          |
| 2013-2014 | Queenstown   | -    | Alexander Revell         | Gary Hall                | Brandon Sharratt         |
| 2012-2013 | Napier       | NC   | Gary Hall                | Alexander Revell         | Logan Horn               |
|           |              |      |                          |                          |                          |
| 2008-2009 | Upper Hutt   | -    | Garth Weinberg           |                          |                          |
| 2007-2008 | Upper Hutt   | -    |                          |                          |                          |

### Vrouwen Elite
| Seizoen   | Plaats       | Cat. | Winnaar                  | Tweede                   | Derde                    |
| --------- | ------------ | ---- | ------------------------ | ------------------------ | ------------------------ |
| 2023-2024 | Christchurch | NC   | Josie Wilcox             | Sharlotte Lucas          | Maria Laurie             |
| 2022-2023 | Christchurch | NC   | Amy Hollamby             | Sharlotte Lucas          | Sonia Foote              |
| 2021-2022 | Lower Hutt   | NC   | Kate McIlroy             | Samara Maxwell           | Mary-Ann Moller          |
| 2020-2021 | Lower Hutt   | NC   | afgelast wegens COVID-19 | afgelast wegens COVID-19 | afgelast wegens COVID-19 |
| 2019-2020 | Christchurch | NC   | Kate McIlroy             | Kim Hurst                | Hannah Miller            |
| 2018-2019 |              | -    |                          |                          |                          |
| 2017-2018 |              | -    | Kim Hurst                |                          |                          |
| 2016-2017 |              | -    | Anja Mcdonald            |                          |                          |
| 2015-2016 |              | -    | Anja Mcdonald            |                          |                          |
| 2014-2015 |              | -    | Kim Hurst                |                          |                          |
| 2013-2014 | Queenstown   | -    | Jennifer Makgill         | Gayle Brownlee           | Haley Davis              |
| 2012-2013 | Napier       | NC   | Kim Hurst                | Fiona MacDermid          | Bridget Lodge            |
|           |              |      |                          |                          |                          |
| 2008-2009 | Upper Hutt   | -    | Linnea Koons             | Michelle Hyland          |                          |
| 2007-2008 | Upper Hutt   | -    |                          |                          |                          |

### Mannen Beloften
| Seizoen   | Plaats       | Cat. | Winnaar                  | Tweede                   | Derde                    |
| --------- | ------------ | ---- | ------------------------ | ------------------------ | ------------------------ |
| 2023-2024 | Christchurch | NC   | Coen Nicol               | Adam Francis             | Corban Nicol             |
| 2022-2023 | Christchurch | NC   | Jacob Turner             | Adam Francis             | Corban Nicol             |
| 2021-2022 | Lower Hutt   | NC   | Josh Burnett             | Adam Francis             | Jacob Turner             |
| 2020-2021 | Lower Hutt   | NC   | afgelast wegens COVID-19 | afgelast wegens COVID-19 | afgelast wegens COVID-19 |
| 2019-2020 | Christchurch | NC   | Campbell Pithie          | Cameron Jones            | Sam Medlicott            |
|           |              |      |                          |                          |                          |
| 2012-2013 | Napier       | NC   | Logan Horn               | Harley Going             | Jonty Taylor             |

### Vrouwen Beloften
| Seizoen   | Plaats       | Cat. | Winnaar                  | Tweede                   | Derde                    |
| --------- | ------------ | ---- | ------------------------ | ------------------------ | ------------------------ |
| 2023-2024 | Christchurch | NC   | Maria Laurie             | Cass Hetherington        | Zoe Trolove              |
| 2022-2023 | Christchurch | NC   | Annabel Bligh            | Caitlin Titheridge       | -                        |
| 2021-2022 | Lower Hutt   | NC   | Samara Maxwell           | Amélie MacKay            | -                        |
| 2020-2021 | Lower Hutt   | NC   | afgelast wegens COVID-19 | afgelast wegens COVID-19 | afgelast wegens COVID-19 |
| 2019-2020 | Christchurch | NC   | Imi Blance               | Caitlin Titheridge       | Jessalie Green           |
|           |              |      |                          |                          |                          |
| 2012-2013 | Napier       | NC   | Laura Harris             | -                        | -                        |

### Mannen Junioren
| Seizoen   | Plaats       | Cat. | Winnaar                  | Tweede                   | Derde                    |
| --------- | ------------ | ---- | ------------------------ | ------------------------ | ------------------------ |
| 2023-2024 | Christchurch | NC   | Fletcher Adams           | Hunter Adams             | Lachlan McNabb           |
| 2022-2023 | Christchurch | NC   | Coen Nicol               | Maui Morrison            | Noah Hollamby            |
| 2021-2022 | Lower Hutt   | NC   | Coen Nicol               | Maui Morrison            | Ben Wilson               |
| 2020-2021 | Lower Hutt   | NC   | afgelast wegens COVID-19 | afgelast wegens COVID-19 | afgelast wegens COVID-19 |
| 2019-2020 | Christchurch | NC   | Jacob Turner             | Boston Bright            | Jack Sheridan            |

### Vrouwen Junioren
| Seizoen   | Plaats       | Cat. | Winnaar       | Tweede        | Derde            |
| --------- | ------------ | ---- | ------------- | ------------- | ---------------- |
| 2023-2024 | Christchurch | NC   | Millie Donald | Kirsty Watts  | Eva Nyhan        |
| 2022-2023 | Christchurch | NC   | Maria Laurie  | Eva Nyhan     | Madison Sinclair |
| 2021-2022 | Lower Hutt   | NC   | Seana Gray    | Annabel Bligh | -                |

Kampioenschappen:  Wereldkampioenschappen ·
 Europese kampioenschappen ·
 Pan-Amerikaanse kampioenschappen
 België ·
 Canada ·
 Denemarken ·
 Duitsland ·
 Finland ·
 Frankrijk ·
 Hongarije ·
 Ierland ·
 Italië ·
 Japan ·
 Kroatië ·
 Luxemburg ·
 Nederland ·
 Nieuw-Zeeland ·
 Noorwegen ·
 Oostenrijk ·
 Polen ·
 Servië ·
 Slowakije ·
 Spanje ·
 Tsjechië ·
 Verenigd Koninkrijk ·
 Verenigde Staten ·
 Zweden ·
 Zwitserland
Klassementen:  Wereldbeker ·
 Superprestige ·
 X²O Badkamers Trofee ·
 HSF System Cup ·
 USCX Series ·
 Coupe de France ·
 National Trophy Series ·
 Giro d'Italia Ciclocross ·
 Copa de España ·
 New England Series ·
 Swiss Cyclocross Cup
Overig:  Exact Cross
Voormalig:  EKZ CrossTour ·  Rectavit Series ·  US Cup